# Ла-Клейет
Ла-Клейет (фр. La Clayette [laklɛt]) — город-коммуна в восточной Франции, в округе Шароль департамента Сона и Луара региона Бургундия.

## География
Ла-Клейет располагается на юго-западе департамента Сона и Луара. Находится в 330 километрах на юго-восток от Парижа, 130 километрах к юго-западу от Дижона и 45 километрах на запад от Макона. Расстояние до Лиона — 90 километров и 100 км до Мулена.

## История
Город известен с 1435 года.

## Демография
| Год                | 1962  | 1968  | 1975  | 1982  | 1990  | 1999  | 2006  | 2009  | 2010  |
| ------------------ | ----- | ----- | ----- | ----- | ----- | ----- | ----- | ----- | ----- |
| Количество жителей | 1 173 | 2 530 | 2 845 | 2 669 | 2 307 | 2 069 | 2 012 | 1 885 | 1 989 |

## Известные уроженцы и жители
- Жолинон, Жозеф (1885—1971) — французский писатель. Лауреат Гран-При Французской академии за роман (1950).

## Города-побратимы
- Гёльхайм, Германия (1977)
- Марано-Экуо, Италия (1991)

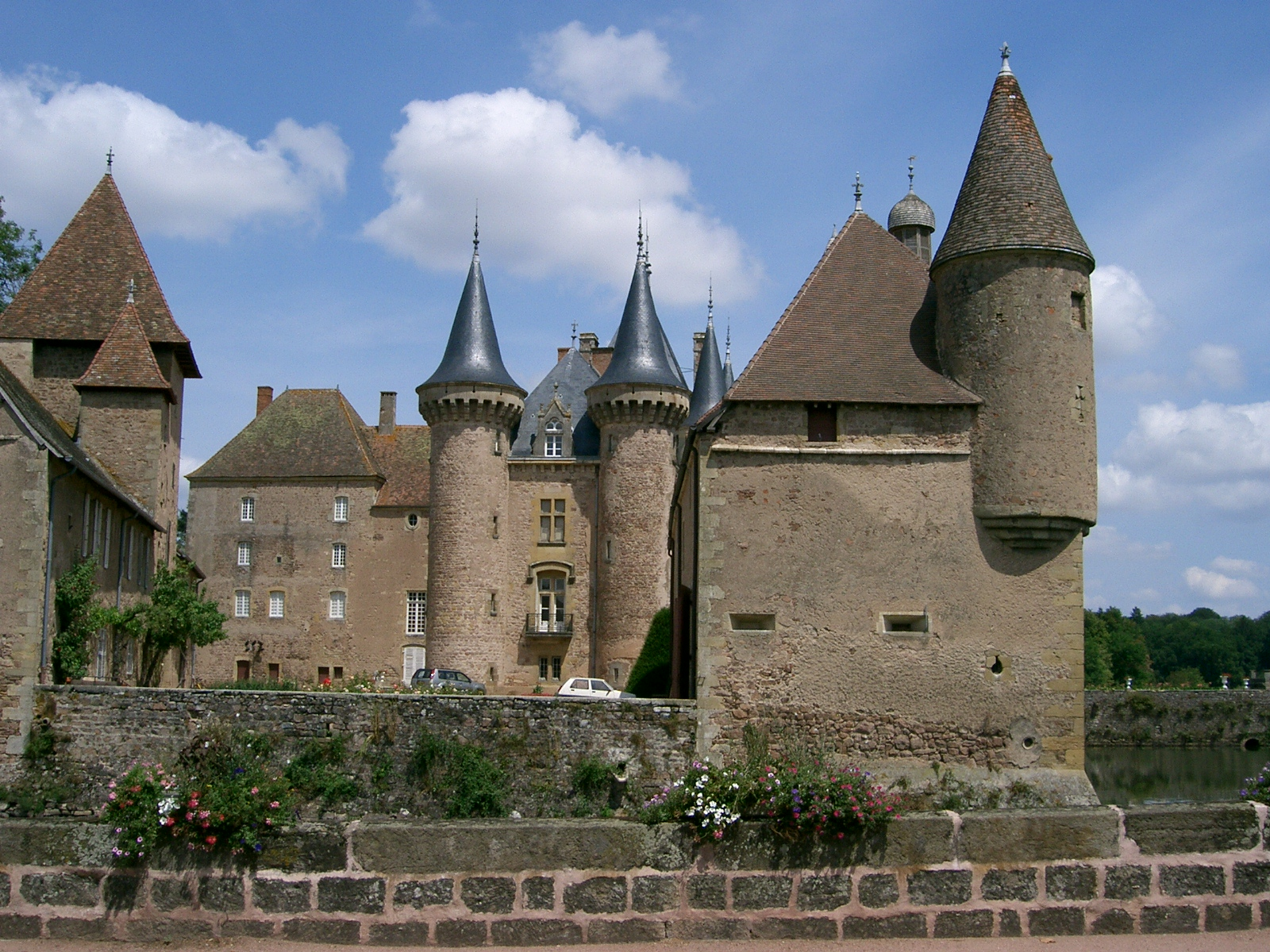
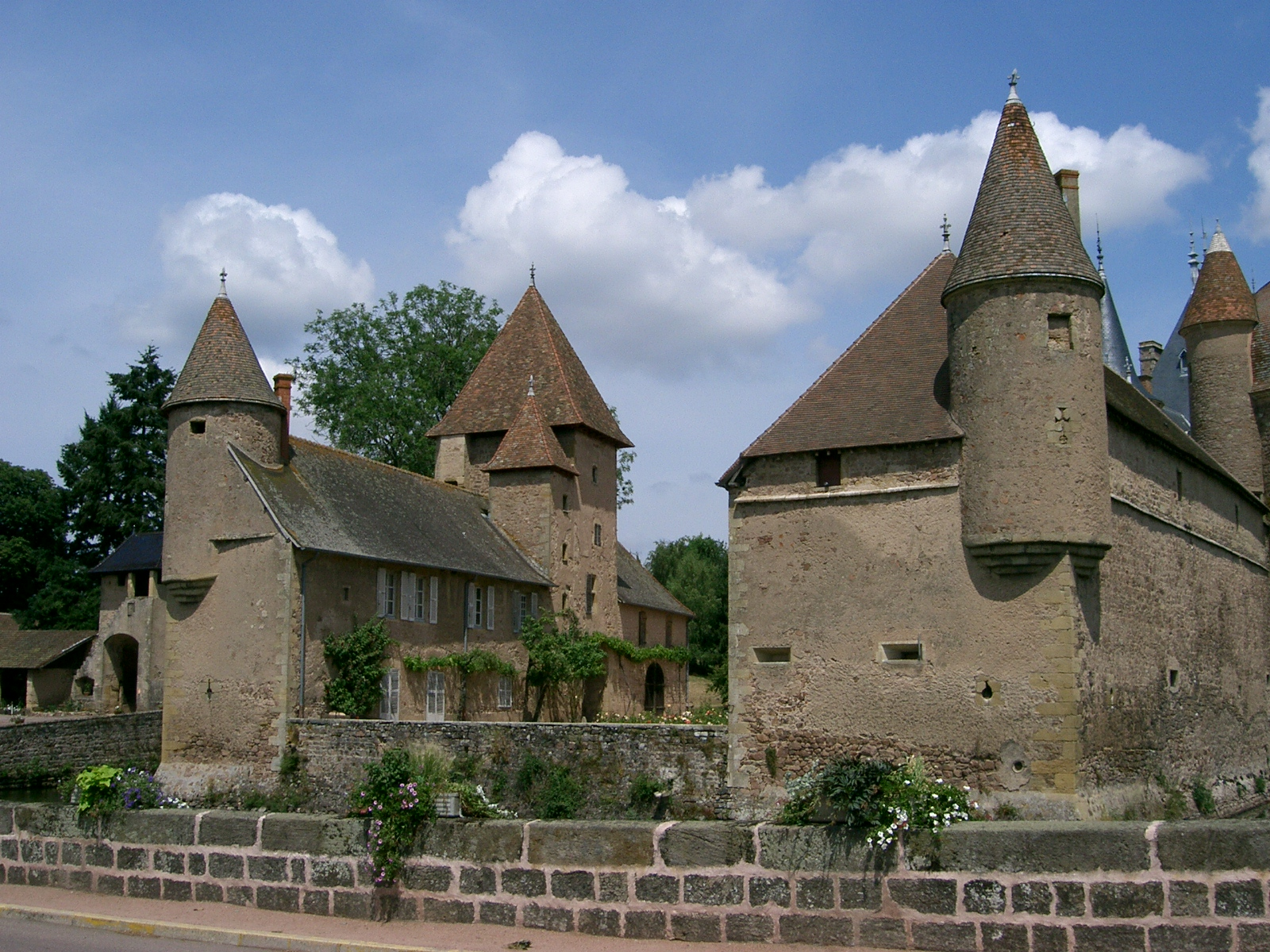
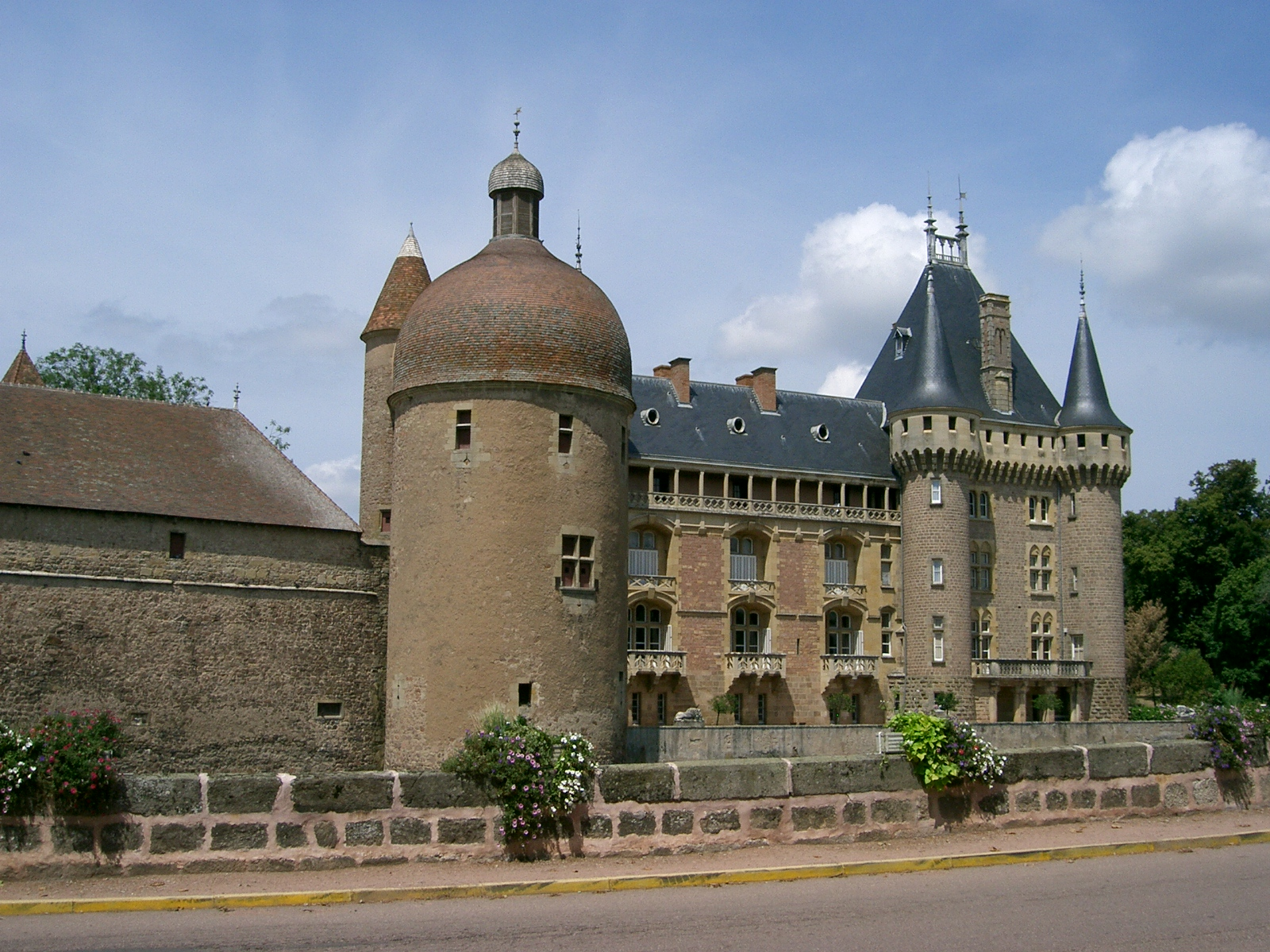
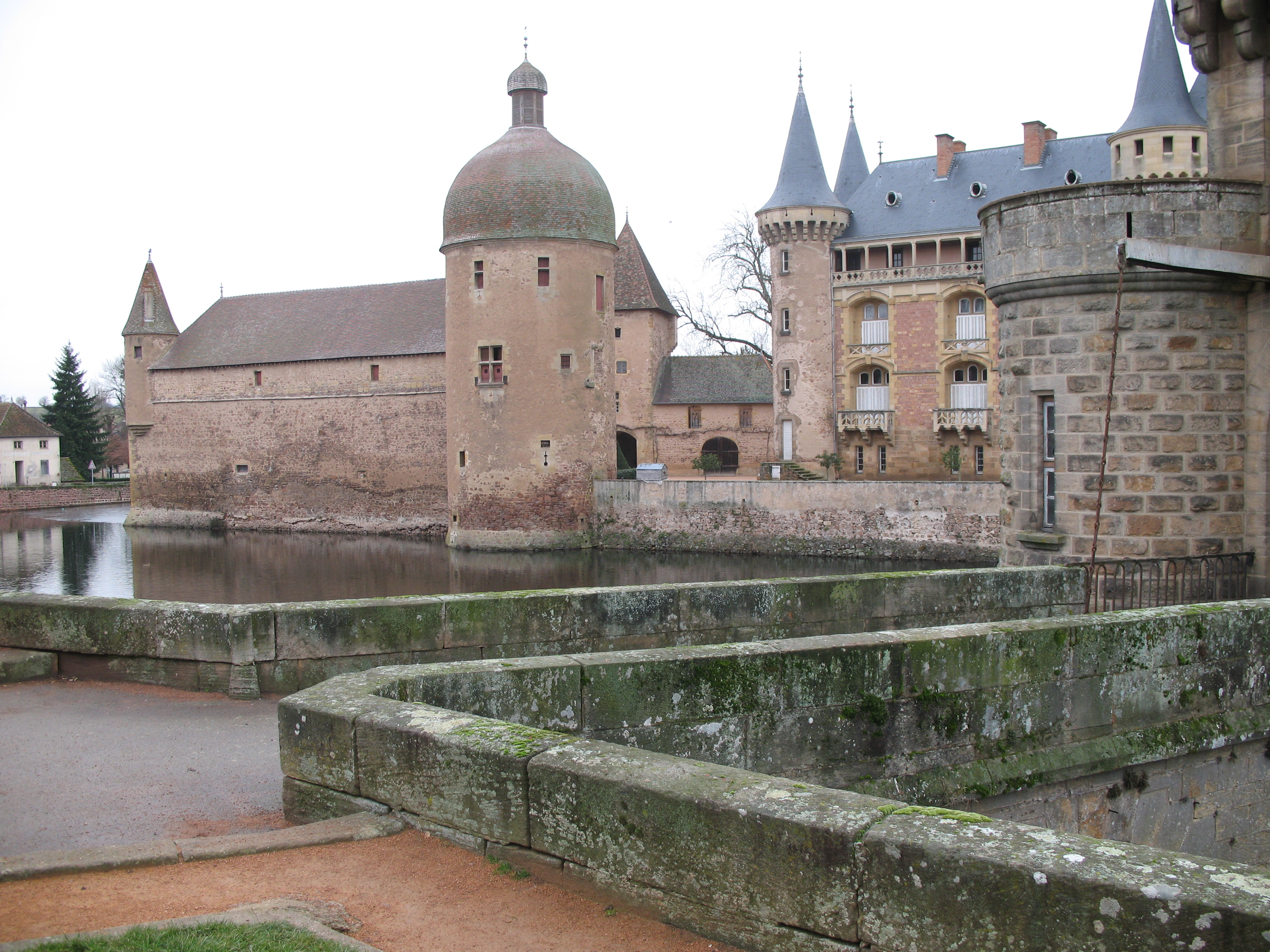
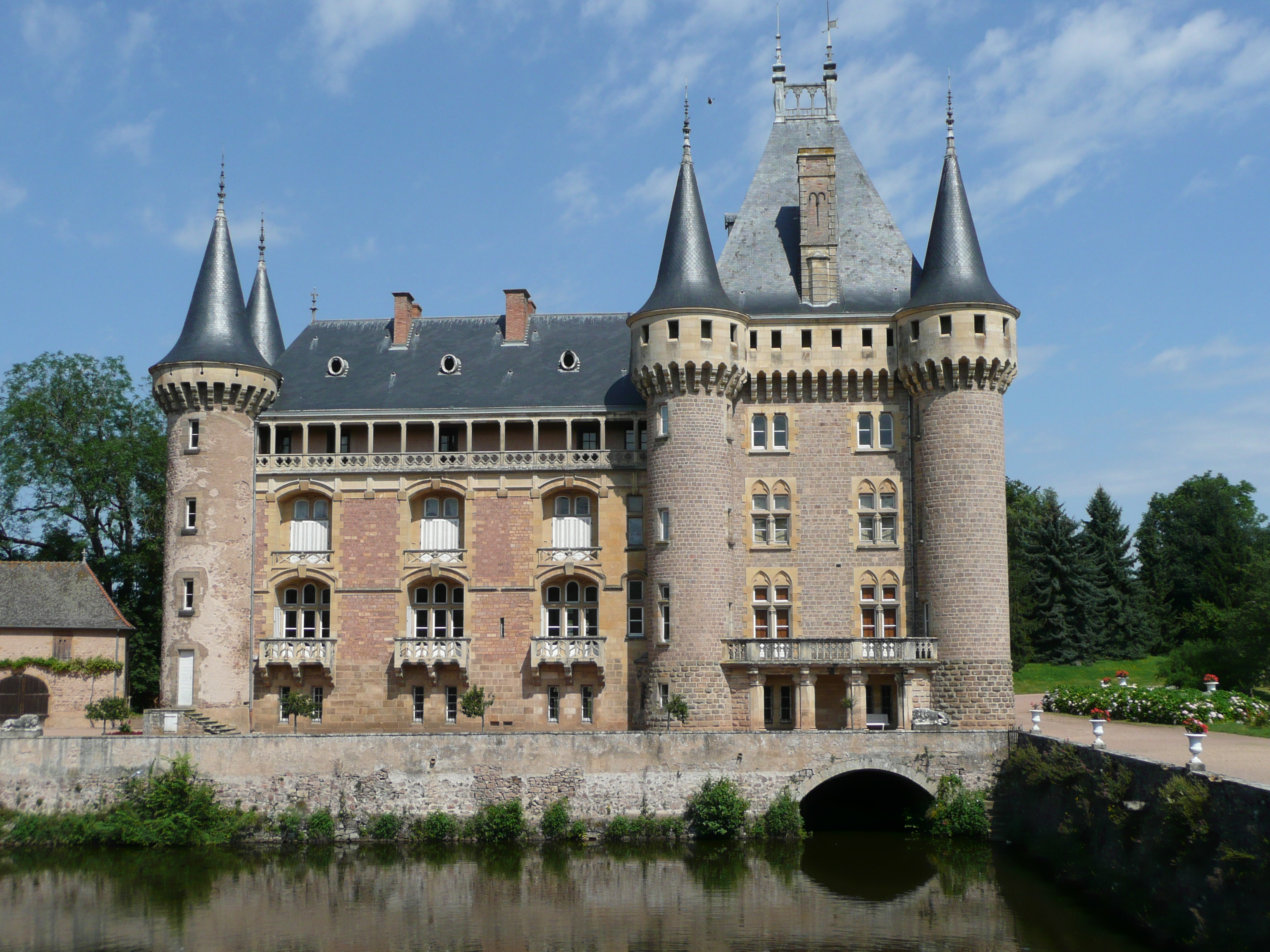
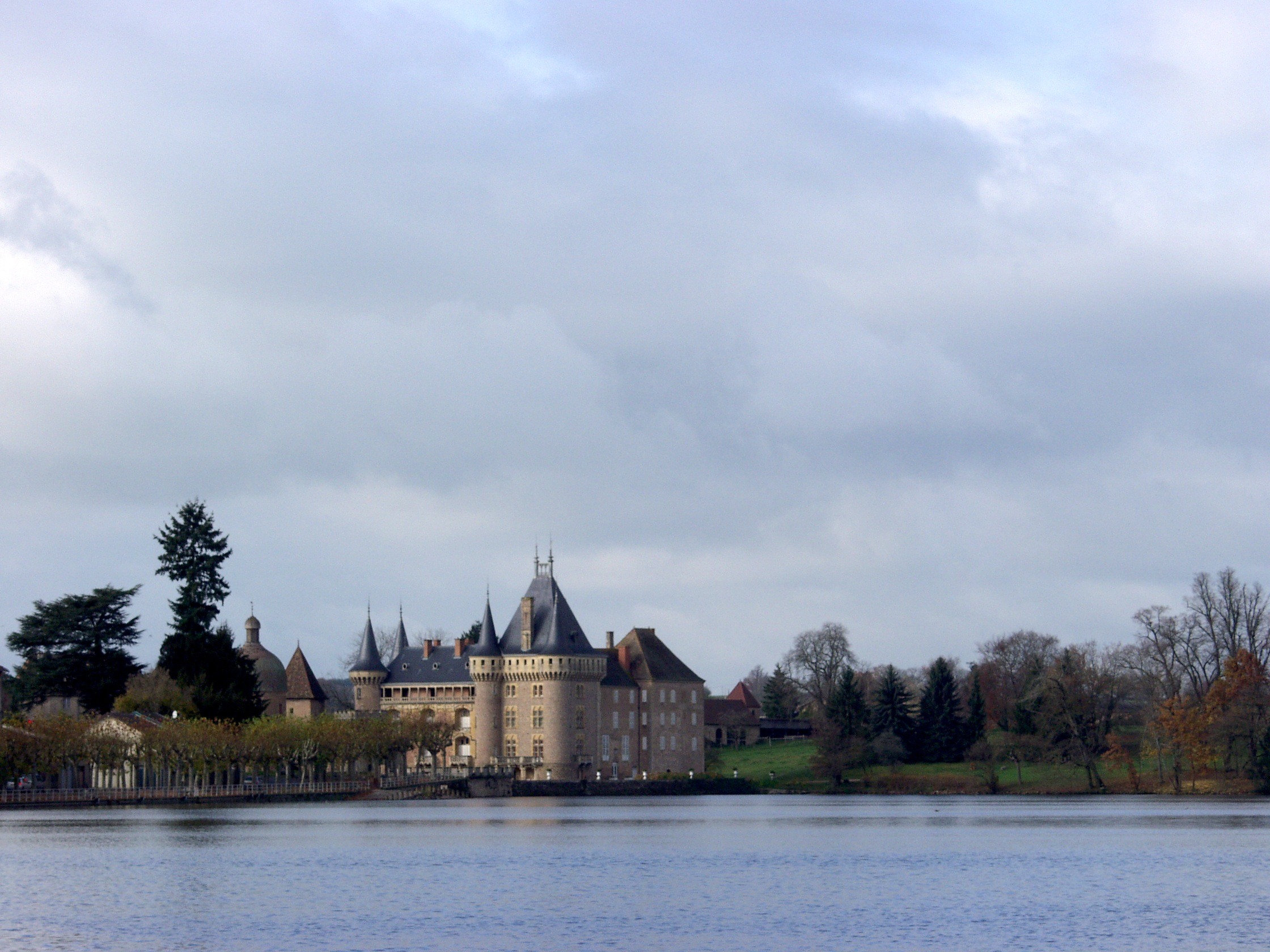